# Frederick Loewe

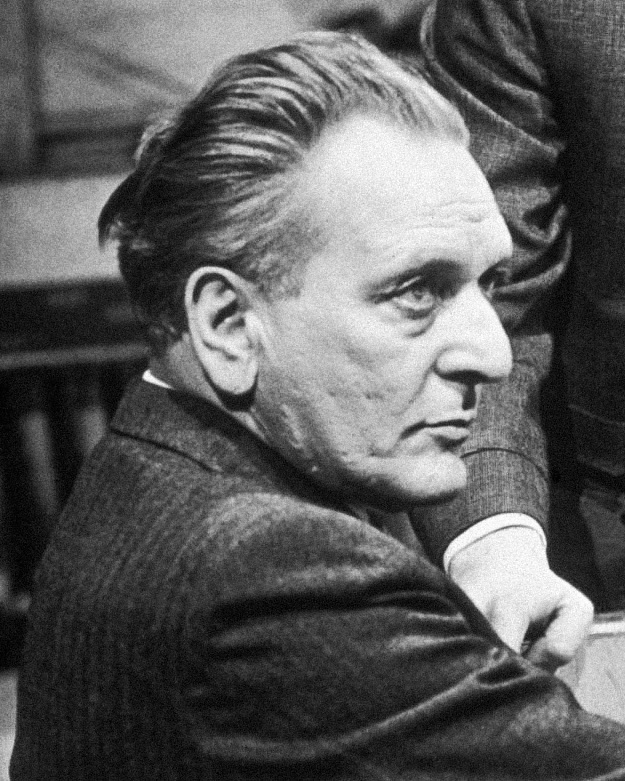
Frederick Loewe in 1962

Frederick Loewe, (vroeger: Fritz Löwe) (Berlijn, 10 juni 1901 – Palm Springs (Californië), 14 februari 1988) was een Amerikaans componist van Oostenrijkse afkomst, zijn vader was de tenor Edmund Löwe.
In 1924 emigreerde hij met zijn vader naar de Verenigde Staten. De eerste musical die hij daar schreef was Salute to spring en werd in 1937 uitgevoerd. Een jaar later haalde hij met de musical Great lady Broadway.
Zijn grootste successen echter behaalde hij door de samenwerking met tekstdichter A.J. Lerner, zoals Patsy, Brigadoon en Gigi. Hun bekendste en succesvolste werk werd My fair lady (uit 1956), gebaseerd op het toneelstuk Pygmalion van George Bernard Shaw.

Veel van zijn musicals zijn later verfilmd.